# Eleições europeias de 2009 em Sintra

## Resultados Oficiais
| Partido                 | Partido                        | Votos   | %               | +/-   |
| ----------------------- | ------------------------------ | ------- | --------------- | ----- |
|                         | Partido Socialista             | 28 323  | 26,89 / 100,00  | 19,20 |
|                         | Partido Social Democrata       | 23 792  | 22,59 / 100,00  | -     |
|                         | Bloco de Esquerda              | 15 495  | 14,71 / 100,00  | 6,39  |
|                         | Coligação Democrática Unitária | 13 093  | 12,43 / 100,00  | 1,01  |
|                         | Partido Popular                | 9 049   | 8,59 / 100,00   | -     |
|                         | Movimento Esperança Portugal   | 2 116   | 2,01 / 100,00   | Novo  |
|                         | PCTP/MRPP                      | 1 307   | 1,24 / 100,00   | 0,20  |
|                         | Outros                         | 4 164   | 3,95 / 100,00   |       |
| Votos Inválidos         | Votos Inválidos                | 7 986   | 7,58 / 100,00   | 3,39  |
| Total                   | Total                          | 105 325 | 100,00 / 100,00 |       |
| Eleitorado/Participação | Eleitorado/Participação        | 286 571 | 36,75 / 100,00  | 1,91  |

## Resultados por Freguesia
Os resultados seguintes referem-se aos partidos que obtiveram mais de 1,00% dos votos:
| Freguesia                         | %     | %     | %     | %     | %     | %    | %    | Votantes |
| Freguesia                         | PS    | PSD   | BE    | CDU   | CDS   | MEP  | PCTP | Votantes |
| --------------------------------- | ----- | ----- | ----- | ----- | ----- | ---- | ---- | -------- |
| Agualva                           | 28,56 | 21,36 | 15,18 | 12,55 | 8,11  | 1,75 | 1,13 | 10 363   |
| Algueirão - Mem Martins           | 24,57 | 22,42 | 15,75 | 12,16 | 9,40  | 2,96 | 1,25 | 16 775   |
| Almargem do Bispo                 | 30,70 | 25,74 | 9,91  | 10,61 | 7,37  | 1,95 | 1,59 | 3 026    |
| Belas                             | 26,53 | 21,78 | 14,04 | 13,11 | 9,36  | 1,89 | 1,27 | 6 241    |
| Cacém                             | 29,08 | 19,67 | 14,41 | 14,90 | 7,33  | 1,32 | 1,53 | 6 141    |
| Casal de Cambra                   | 27,09 | 22,37 | 13,13 | 12,93 | 9,11  | 1,09 | 1,44 | 3 116    |
| Colares                           | 25,17 | 29,47 | 11,90 | 8,06  | 9,71  | 2,95 | 0,61 | 2 606    |
| Massamá                           | 24,95 | 23,50 | 16,76 | 11,70 | 8,67  | 2,20 | 0,79 | 8 187    |
| Mira-Sintra                       | 31,87 | 20,28 | 11,94 | 17,71 | 6,39  | 1,38 | 1,02 | 2 253    |
| Monte Abraão                      | 26,45 | 22,98 | 15,56 | 12,73 | 8,38  | 2,51 | 1,09 | 6 144    |
| Montelavar                        | 34,22 | 19,20 | 9,40  | 16,31 | 5,62  | 0,96 | 1,53 | 1 245    |
| Pero Pinheiro                     | 29,92 | 30,82 | 7,89  | 11,43 | 9,42  | 0,76 | 1,45 | 1 444    |
| Queluz                            | 29,37 | 20,38 | 15,71 | 14,65 | 7,07  | 1,49 | 1,35 | 8 682    |
| Rio de Mouro                      | 25,96 | 21,66 | 15,40 | 13,23 | 8,51  | 1,69 | 1,46 | 12 156   |
| São João das Lampas               | 26,09 | 26,90 | 12,15 | 9,05  | 7,83  | 1,53 | 1,57 | 3 193    |
| São Marcos                        | 25,81 | 16,63 | 19,54 | 12,15 | 9,44  | 1,58 | 1,35 | 3 030    |
| Sintra - Santa Maria e São Miguel | 24,63 | 26,52 | 14,81 | 9,69  | 9,77  | 2,81 | 0,83 | 3 593    |
| Sintra - São Martinho             | 27,87 | 24,74 | 12,63 | 8,59  | 10,53 | 2,48 | 1,29 | 2 013    |
| Sintra - São Pedro de Penaferrim  | 25,67 | 25,21 | 13,45 | 10,39 | 10,85 | 2,21 | 1,07 | 3 658    |
| Terrugem                          | 28,79 | 26,80 | 12,20 | 9,60  | 8,09  | 1,71 | 1,64 | 1 459    |
| Sintra                            | 26,89 | 22,59 | 14,71 | 12,43 | 8,59  | 2,01 | 1,24 | 105 325  |

#### Agualva
| Partido                 | Partido                        | Votos  | %               | +/-   |
| ----------------------- | ------------------------------ | ------ | --------------- | ----- |
|                         | Partido Socialista             | 2 960  | 28,56 / 100,00  | 21,00 |
|                         | Partido Social Democrata       | 2 214  | 21,36 / 100,00  | -     |
|                         | Bloco de Esquerda              | 1 573  | 15,18 / 100,00  | 6,97  |
|                         | Coligação Democrática Unitária | 1 301  | 12,55 / 100,00  | 1,23  |
|                         | Partido Popular                | 840    | 8,11 / 100,00   | -     |
|                         | Movimento Esperança Portugal   | 181    | 1,75 / 100,00   | Novo  |
|                         | Movimento Mérito e Sociedade   | 119    | 1,15 / 100,00   | Novo  |
|                         | PCTP/MRPP                      | 117    | 1,13 / 100,00   | 0,31  |
|                         | Partido Nacional Renovador     | 106    | 1,02 / 100,00   | 0,61  |
|                         | Outros                         | 195    | 1,88 / 100,00   |       |
| Votos Inválidos         | Votos Inválidos                | 757    | 7,31 / 100,00   | 3,51  |
| Total                   | Total                          | 10 363 | 100,00 / 100,00 |       |
| Eleitorado/Participação | Eleitorado/Participação        | 29 424 | 35,22 / 100,00  | 2,54  |

#### Algueirão - Mem Martins
| Partido                 | Partido                        | Votos  | %               | +/-   |
| ----------------------- | ------------------------------ | ------ | --------------- | ----- |
|                         | Partido Socialista             | 4 122  | 24,57 / 100,00  | 19,54 |
|                         | Partido Social Democrata       | 3 761  | 22,42 / 100,00  | -     |
|                         | Bloco de Esquerda              | 2 642  | 15,75 / 100,00  | 6,87  |
|                         | Coligação Democrática Unitária | 2 040  | 12,16 / 100,00  | 1,16  |
|                         | Partido Popular                | 1 577  | 9,40 / 100,00   | -     |
|                         | Movimento Esperança Portugal   | 497    | 2,96 / 100,00   | Novo  |
|                         | PCTP/MRPP                      | 209    | 1,25 / 100,00   | 0,16  |
|                         | Movimento Mérito e Sociedade   | 169    | 1,01 / 100,00   | Novo  |
|                         | Outros                         | 494    | 2,95 / 100,00   |       |
| Votos Inválidos         | Votos Inválidos                | 1 264  | 7,53 / 100,00   | 3,22  |
| Total                   | Total                          | 16 775 | 100,00 / 100,00 |       |
| Eleitorado/Participação | Eleitorado/Participação        | 48 383 | 34,67 / 100,00  | 0,33  |

#### Almargem do Bispo
| Partido                 | Partido                        | Votos | %               | +/-   |
| ----------------------- | ------------------------------ | ----- | --------------- | ----- |
|                         | Partido Socialista             | 929   | 30,70 / 100,00  | 16,88 |
|                         | Partido Social Democrata       | 779   | 25,74 / 100,00  | -     |
|                         | Coligação Democrática Unitária | 321   | 10,61 / 100,00  | 1,19  |
|                         | Bloco de Esquerda              | 300   | 9,91 / 100,00   | 5,80  |
|                         | Partido Popular                | 223   | 7,37 / 100,00   | -     |
|                         | Movimento Esperança Portugal   | 59    | 1,95 / 100,00   | Novo  |
|                         | PCTP/MRPP                      | 48    | 1,59 / 100,00   | 0,05  |
|                         | Outros                         | 101   | 3,34 / 100,00   |       |
| Votos Inválidos         | Votos Inválidos                | 266   | 8,79 / 100,00   | 3,61  |
| Total                   | Total                          | 3 026 | 100,00 / 100,00 |       |
| Eleitorado/Participação | Eleitorado/Participação        | 7 243 | 41,78 / 100,00  | 1,72  |

#### Belas
| Partido                 | Partido                        | Votos  | %               | +/-   |
| ----------------------- | ------------------------------ | ------ | --------------- | ----- |
|                         | Partido Socialista             | 1 656  | 26,53 / 100,00  | 20,28 |
|                         | Partido Social Democrata       | 1 359  | 21,78 / 100,00  | -     |
|                         | Bloco de Esquerda              | 876    | 14,04 / 100,00  | 6,90  |
|                         | Coligação Democrática Unitária | 818    | 13,11 / 100,00  | 0,05  |
|                         | Partido Popular                | 584    | 9,36 / 100,00   | -     |
|                         | Movimento Esperança Portugal   | 118    | 1,89 / 100,00   | Novo  |
|                         | PCTP/MRPP                      | 79     | 1,27 / 100,00   | 0,04  |
|                         | Partido da Terra               | 78     | 1,25 / 100,00   | 0,72  |
|                         | Movimento Mérito e Sociedade   | 68     | 1,09 / 100,00   | Novo  |
|                         | Partido Nacional Renovador     | 65     | 1,04 / 100,00   | 0,68  |
|                         | Outros                         | 93     | 1,48 / 100,00   |       |
| Votos Inválidos         | Votos Inválidos                | 447    | 7,16 / 100,00   | 2,45  |
| Total                   | Total                          | 6 241  | 100,00 / 100,00 |       |
| Eleitorado/Participação | Eleitorado/Participação        | 17 075 | 36,55 / 100,00  | 1,50  |

#### Cacém
| Partido                 | Partido                        | Votos  | %               | +/-   |
| ----------------------- | ------------------------------ | ------ | --------------- | ----- |
|                         | Partido Socialista             | 1 786  | 29,08 / 100,00  | 20,16 |
|                         | Partido Social Democrata       | 1 208  | 19,67 / 100,00  | -     |
|                         | Coligação Democrática Unitária | 915    | 14,90 / 100,00  | 1,35  |
|                         | Bloco de Esquerda              | 885    | 14,41 / 100,00  | 5,98  |
|                         | Partido Popular                | 450    | 7,33 / 100,00   | -     |
|                         | PCTP/MRPP                      | 94     | 1,53 / 100,00   | 0,43  |
|                         | Partido Nacional Renovador     | 81     | 1,32 / 100,00   | 0,90  |
|                         | Movimento Esperança Portugal   | 74     | 1,21 / 100,00   | Novo  |
|                         | Movimento Mérito e Sociedade   | 62     | 1,01 / 100,00   | Novo  |
|                         | Outros                         | 132    | 2,15 / 100,00   |       |
| Votos Inválidos         | Votos Inválidos                | 454    | 7,39 / 100,00   | 3,62  |
| Total                   | Total                          | 6 141  | 100,00 / 100,00 |       |
| Eleitorado/Participação | Eleitorado/Participação        | 17 615 | 34,86 / 100,00  | 3,79  |

#### Casal de Cambra
| Partido                 | Partido                        | Votos | %               | +/-   |
| ----------------------- | ------------------------------ | ----- | --------------- | ----- |
|                         | Partido Socialista             | 844   | 27,09 / 100,00  | 23,43 |
|                         | Partido Social Democrata       | 697   | 22,37 / 100,00  | -     |
|                         | Bloco de Esquerda              | 409   | 13,13 / 100,00  | 7,03  |
|                         | Coligação Democrática Unitária | 403   | 12,93 / 100,00  | 2,63  |
|                         | Partido Popular                | 284   | 9,11 / 100,00   | -     |
|                         | PCTP/MRPP                      | 45    | 1,44 / 100,00   | 0,18  |
|                         | Partido da Terra               | 38    | 1,22 / 100,00   | 0,65  |
|                         | Movimento Esperança Portugal   | 34    | 1,09 / 100,00   | Novo  |
|                         | Outros                         | 96    | 3,08 / 100,00   |       |
| Votos Inválidos         | Votos Inválidos                | 266   | 8,54 / 100,00   | 3,80  |
| Total                   | Total                          | 3 116 | 100,00 / 100,00 |       |
| Eleitorado/Participação | Eleitorado/Participação        | 8 498 | 36,67 / 100,00  | 1,64  |

#### Colares
| Partido                 | Partido                        | Votos | %               | +/-   |
| ----------------------- | ------------------------------ | ----- | --------------- | ----- |
|                         | Partido Social Democrata       | 768   | 29,47 / 100,00  | -     |
|                         | Partido Socialista             | 656   | 25,17 / 100,00  | 16,21 |
|                         | Bloco de Esquerda              | 310   | 11,90 / 100,00  | 5,12  |
|                         | Partido Popular                | 253   | 9,71 / 100,00   | -     |
|                         | Coligação Democrática Unitária | 210   | 8,06 / 100,00   | 1,99  |
|                         | Movimento Esperança Portugal   | 77    | 2,95 / 100,00   | Novo  |
|                         | Outros                         | 79    | 3,04 / 100,00   |       |
| Votos Inválidos         | Votos Inválidos                | 253   | 9,71 / 100,00   | 5,41  |
| Total                   | Total                          | 2 606 | 100,00 / 100,00 |       |
| Eleitorado/Participação | Eleitorado/Participação        | 6 351 | 41,03 / 100,00  | 0,69  |

#### Massamá
| Partido                 | Partido                        | Votos  | %               | +/-   |
| ----------------------- | ------------------------------ | ------ | --------------- | ----- |
|                         | Partido Socialista             | 2 043  | 24,95 / 100,00  | 21,01 |
|                         | Partido Social Democrata       | 1 924  | 23,50 / 100,00  | -     |
|                         | Bloco de Esquerda              | 1 372  | 16,76 / 100,00  | 6,53  |
|                         | Coligação Democrática Unitária | 958    | 11,70 / 100,00  | 1,43  |
|                         | Partido Popular                | 710    | 8,67 / 100,00   | -     |
|                         | Movimento Esperança Portugal   | 180    | 2,20 / 100,00   | Novo  |
|                         | Movimento Mérito e Sociedade   | 101    | 1,23 / 100,00   | Novo  |
|                         | Outros                         | 257    | 3,13 / 100,00   |       |
| Votos Inválidos         | Votos Inválidos                | 642    | 7,85 / 100,00   | 3,64  |
| Total                   | Total                          | 8 187  | 100,00 / 100,00 |       |
| Eleitorado/Participação | Eleitorado/Participação        | 21 033 | 38,92 / 100,00  | 2,23  |

#### Mira-Sintra
| Partido                 | Partido                        | Votos | %               | +/-   |
| ----------------------- | ------------------------------ | ----- | --------------- | ----- |
|                         | Partido Socialista             | 718   | 31,87 / 100,00  | 16,94 |
|                         | Partido Social Democrata       | 457   | 20,28 / 100,00  | -     |
|                         | Coligação Democrática Unitária | 399   | 17,71 / 100,00  | 0,55  |
|                         | Bloco de Esquerda              | 269   | 11,94 / 100,00  | 5,32  |
|                         | Partido Popular                | 144   | 6,39 / 100,00   | -     |
|                         | Movimento Esperança Portugal   | 31    | 1,38 / 100,00   | Novo  |
|                         | PCTP/MRPP                      | 23    | 1,02 / 100,00   | 0,19  |
|                         | Outros                         | 82    | 3,65 / 100,00   |       |
| Votos Inválidos         | Votos Inválidos                | 130   | 5,77 / 100,00   | 2,65  |
| Total                   | Total                          | 2 253 | 100,00 / 100,00 |       |
| Eleitorado/Participação | Eleitorado/Participação        | 5 703 | 39,51 / 100,00  | 1,61  |

#### Monte Abraão
| Partido                 | Partido                        | Votos  | %               | +/-   |
| ----------------------- | ------------------------------ | ------ | --------------- | ----- |
|                         | Partido Socialista             | 1 625  | 26,45 / 100,00  | 16,79 |
|                         | Partido Social Democrata       | 1 412  | 22,98 / 100,00  | -     |
|                         | Bloco de Esquerda              | 956    | 15,56 / 100,00  | 5,29  |
|                         | Coligação Democrática Unitária | 782    | 12,73 / 100,00  | 0,45  |
|                         | Partido Popular                | 515    | 8,38 / 100,00   | -     |
|                         | Movimento Esperança Portugal   | 154    | 2,51 / 100,00   | Novo  |
|                         | PCTP/MRPP                      | 67     | 1,09 / 100,00   | 0,18  |
|                         | Outros                         | 210    | 3,46 / 100,00   |       |
| Votos Inválidos         | Votos Inválidos                | 420    | 6,84 / 100,00   | 3,02  |
| Total                   | Total                          | 6 144  | 100,00 / 100,00 |       |
| Eleitorado/Participação | Eleitorado/Participação        | 17 085 | 35,96 / 100,00  | 3,71  |

#### Montelavar
| Partido                 | Partido                        | Votos | %               | +/-   |
| ----------------------- | ------------------------------ | ----- | --------------- | ----- |
|                         | Partido Socialista             | 426   | 34,22 / 100,00  | 18,13 |
|                         | Partido Social Democrata       | 239   | 19,20 / 100,00  | -     |
|                         | Coligação Democrática Unitária | 203   | 16,31 / 100,00  | 1,15  |
|                         | Bloco de Esquerda              | 117   | 9,40 / 100,00   | 6,05  |
|                         | Partido Popular                | 70    | 5,62 / 100,00   | -     |
|                         | PCTP/MRPP                      | 19    | 1,53 / 100,00   | 0,36  |
|                         | Outros                         | 53    | 4,24 / 100,00   |       |
| Votos Inválidos         | Votos Inválidos                | 118   | 9,48 / 100,00   | 4,79  |
| Total                   | Total                          | 1 245 | 100,00 / 100,00 |       |
| Eleitorado/Participação | Eleitorado/Participação        | 3 165 | 39,34 / 100,00  | 1,61  |

#### Pero Pinheiro
| Partido                 | Partido                        | Votos | %               | +/-   |
| ----------------------- | ------------------------------ | ----- | --------------- | ----- |
|                         | Partido Social Democrata       | 445   | 30,82 / 100,00  | -     |
|                         | Partido Socialista             | 432   | 29,92 / 100,00  | 13,35 |
|                         | Coligação Democrática Unitária | 165   | 11,43 / 100,00  | 1,10  |
|                         | Partido Popular                | 136   | 9,42 / 100,00   | -     |
|                         | Bloco de Esquerda              | 114   | 7,89 / 100,00   | 4,54  |
|                         | PCTP/MRPP                      | 21    | 1,45 / 100,00   | 0,08  |
|                         | Outros                         | 56    | 4,01 / 100,00   |       |
| Votos Inválidos         | Votos Inválidos                | 73    | 5,06 / 100,00   | 1,79  |
| Total                   | Total                          | 1 444 | 100,00 / 100,00 |       |
| Eleitorado/Participação | Eleitorado/Participação        | 3 929 | 36,75 / 100,00  | 1,04  |

#### Queluz
| Partido                 | Partido                        | Votos  | %               | +/-   |
| ----------------------- | ------------------------------ | ------ | --------------- | ----- |
|                         | Partido Socialista             | 2 550  | 29,37 / 100,00  | 17,65 |
|                         | Partido Social Democrata       | 1 769  | 20,38 / 100,00  | -     |
|                         | Bloco de Esquerda              | 1 364  | 15,71 / 100,00  | 6,84  |
|                         | Coligação Democrática Unitária | 1 272  | 14,65 / 100,00  | 0,67  |
|                         | Partido Popular                | 614    | 7,07 / 100,00   | -     |
|                         | Movimento Esperança Portugal   | 129    | 1,49 / 100,00   | Novo  |
|                         | PCTP/MRPP                      | 117    | 1,35 / 100,00   | 0,42  |
|                         | Outros                         | 315    | 3,63 / 100,00   |       |
| Votos Inválidos         | Votos Inválidos                | 552    | 6,35 / 100,00   | 2,88  |
| Total                   | Total                          | 8 682  | 100,00 / 100,00 |       |
| Eleitorado/Participação | Eleitorado/Participação        | 23 709 | 36,62 / 100,00  | 4,07  |

#### Rio de Mouro
| Partido                 | Partido                        | Votos  | %               | +/-   |
| ----------------------- | ------------------------------ | ------ | --------------- | ----- |
|                         | Partido Socialista             | 3 156  | 25,96 / 100,00  | 19,61 |
|                         | Partido Social Democrata       | 2 633  | 21,66 / 100,00  | -     |
|                         | Bloco de Esquerda              | 1 872  | 15,40 / 100,00  | 6,69  |
|                         | Coligação Democrática Unitária | 1 608  | 13,23 / 100,00  | 0,99  |
|                         | Partido Popular                | 1 035  | 8,51 / 100,00   | -     |
|                         | Movimento Esperança Portugal   | 205    | 1,69 / 100,00   | Novo  |
|                         | PCTP/MRPP                      | 177    | 1,46 / 100,00   | 0,19  |
|                         | Partido Nacional Renovador     | 124    | 1,02 / 100,00   | 0,67  |
|                         | Outros                         | 368    | 3,02 / 100,00   |       |
| Votos Inválidos         | Votos Inválidos                | 978    | 8,04 / 100,00   | 3,76  |
| Total                   | Total                          | 12 156 | 100,00 / 100,00 |       |
| Eleitorado/Participação | Eleitorado/Participação        | 34 053 | 35,70 / 100,00  | 3,34  |

#### São João das Lampas
| Partido                 | Partido                        | Votos | %               | +/-   |
| ----------------------- | ------------------------------ | ----- | --------------- | ----- |
|                         | Partido Social Democrata       | 859   | 26,90 / 100,00  | -     |
|                         | Partido Socialista             | 833   | 26,09 / 100,00  | 15,24 |
|                         | Bloco de Esquerda              | 388   | 12,15 / 100,00  | 5,58  |
|                         | Coligação Democrática Unitária | 289   | 9,05 / 100,00   | 1,15  |
|                         | Partido Popular                | 250   | 7,83 / 100,00   | -     |
|                         | PCTP/MRPP                      | 50    | 1,57 / 100,00   | 0,66  |
|                         | Movimento Esperança Portugal   | 49    | 1,53 / 100,00   | Novo  |
|                         | Movimento Mérito e Sociedade   | 35    | 1,10 / 100,00   | Novo  |
|                         | Outros                         | 109   | 3,42 / 100,00   |       |
| Votos Inválidos         | Votos Inválidos                | 331   | 10,37 / 100,00  | 3,23  |
| Total                   | Total                          | 3 193 | 100,00 / 100,00 |       |
| Eleitorado/Participação | Eleitorado/Participação        | 7 951 | 40,16 / 100,00  | 2,19  |

#### São Marcos
| Partido                 | Partido                        | Votos | %               | +/-   |
| ----------------------- | ------------------------------ | ----- | --------------- | ----- |
|                         | Partido Socialista             | 782   | 25,81 / 100,00  | 20,20 |
|                         | Bloco de Esquerda              | 592   | 19,54 / 100,00  | 8,18  |
|                         | Partido Social Democrata       | 504   | 16,63 / 100,00  | -     |
|                         | Coligação Democrática Unitária | 368   | 12,15 / 100,00  | 1,01  |
|                         | Partido Popular                | 286   | 9,44 / 100,00   | -     |
|                         | Movimento Esperança Portugal   | 48    | 1,58 / 100,00   | Novo  |
|                         | Movimento Mérito e Sociedade   | 47    | 1,55 / 100,00   | Novo  |
|                         | Partido da Terra               | 43    | 1,42 / 100,00   | 0,68  |
|                         | PCTP/MRPP                      | 41    | 1,35 / 100,00   | 0,12  |
|                         | Partido Humanista              | 32    | 1,06 / 100,00   | 0,65  |
|                         | Outros                         | 45    | 1,48 / 100,00   |       |
| Votos Inválidos         | Votos Inválidos                | 242   | 7,98 / 100,00   | 3,97  |
| Total                   | Total                          | 3 03  | 100,00 / 100,00 |       |
| Eleitorado/Participação | Eleitorado/Participação        | 9 631 | 31,46 / 100,00  | 2,88  |

#### Sintra - Santa Maria e São Miguel
| Partido                 | Partido                        | Votos | %               | +/-   |
| ----------------------- | ------------------------------ | ----- | --------------- | ----- |
|                         | Partido Social Democrata       | 953   | 26,52 / 100,00  | -     |
|                         | Partido Socialista             | 885   | 24,63 / 100,00  | 17,40 |
|                         | Bloco de Esquerda              | 532   | 14,81 / 100,00  | 5,34  |
|                         | Partido Popular                | 351   | 9,77 / 100,00   | -     |
|                         | Coligação Democrática Unitária | 348   | 9,69 / 100,00   | 1,58  |
|                         | Movimento Esperança Portugal   | 101   | 2,81 / 100,00   | Novo  |
|                         | Partido da Terra               | 41    | 1,14 / 100,00   | 0,58  |
|                         | Outros                         | 111   | 3,09 / 100,00   |       |
| Votos Inválidos         | Votos Inválidos                | 271   | 7,54 / 100,00   | 2,74  |
| Total                   | Total                          | 3 593 | 100,00 / 100,00 |       |
| Eleitorado/Participação | Eleitorado/Participação        | 8 131 | 44,19 / 100,00  | 2,13  |

#### Sintra - São Martinho
| Partido                 | Partido                        | Votos | %               | +/-   |
| ----------------------- | ------------------------------ | ----- | --------------- | ----- |
|                         | Partido Socialista             | 561   | 27,87 / 100,00  | 17,39 |
|                         | Partido Social Democrata       | 498   | 24,74 / 100,00  | -     |
|                         | Bloco de Esquerda              | 254   | 12,62 / 100,00  | 4,10  |
|                         | Partido Popular                | 212   | 10,53 / 100,00  | -     |
|                         | Coligação Democrática Unitária | 173   | 8,59 / 100,00   | 2,36  |
|                         | Movimento Esperança Portugal   | 50    | 2,48 / 100,00   | Novo  |
|                         | PCTP/MRPP                      | 26    | 1,29 / 100,00   | 0,17  |
|                         | Outros                         | 76    | 3,78 / 100,00   |       |
| Votos Inválidos         | Votos Inválidos                | 163   | 8,10 / 100,00   | 4,46  |
| Total                   | Total                          | 2 013 | 100,00 / 100,00 |       |
| Eleitorado/Participação | Eleitorado/Participação        | 5 097 | 39,49 / 100,00  | 1,66  |

#### Sintra - São Pedro de Penaferrim
| Partido                 | Partido                        | Votos | %               | +/-   |
| ----------------------- | ------------------------------ | ----- | --------------- | ----- |
|                         | Partido Socialista             | 939   | 25,67 / 100,00  | 19,85 |
|                         | Partido Social Democrata       | 922   | 25,21 / 100,00  | -     |
|                         | Bloco de Esquerda              | 492   | 13,45 / 100,00  | 6,65  |
|                         | Partido Popular                | 397   | 10,85 / 100,00  | -     |
|                         | Coligação Democrática Unitária | 380   | 10,39 / 100,00  | 0,66  |
|                         | Movimento Esperança Portugal   | 81    | 2,21 / 100,00   | Novo  |
|                         | Movimento Mérito e Sociedade   | 46    | 1,26 / 100,00   | Novo  |
|                         | Partido da Terra               | 42    | 1,15 / 100,00   | 0,48  |
|                         | PCTP/MRPP                      | 39    | 1,07 / 100,00   | 0,26  |
|                         | Outros                         | 72    | 1,96 / 100,00   |       |
| Votos Inválidos         | Votos Inválidos                | 248   | 6,78 / 100,00   | 2,68  |
| Total                   | Total                          | 3 658 | 100,00 / 100,00 |       |
| Eleitorado/Participação | Eleitorado/Participação        | 8 672 | 42,18 / 100,00  | 0,43  |

#### Terrugem
| Partido                 | Partido                        | Votos | %               | +/-   |
| ----------------------- | ------------------------------ | ----- | --------------- | ----- |
|                         | Partido Socialista             | 420   | 28,79 / 100,00  | 18,99 |
|                         | Partido Social Democrata       | 391   | 26,80 / 100,00  | -     |
|                         | Bloco de Esquerda              | 178   | 12,20 / 100,00  | 6,07  |
|                         | Coligação Democrática Unitária | 140   | 9,60 / 100,00   | 0,70  |
|                         | Partido Popular                | 118   | 8,09 / 100,00   | -     |
|                         | Movimento Esperança Portugal   | 25    | 1,71 / 100,00   | Novo  |
|                         | PCTP/MRPP                      | 24    | 1,64 / 100,00   | 0,62  |
|                         | Movimento Mérito e Sociedade   | 16    | 1,10 / 100,00   | Novo  |
|                         | Outros                         | 36    | 2,48 / 100,00   |       |
| Votos Inválidos         | Votos Inválidos                | 111   | 7,61 / 100,00   | 3,31  |
| Total                   | Total                          | 1 459 | 100,00 / 100,00 |       |
| Eleitorado/Participação | Eleitorado/Participação        | 3 823 | 38,16 / 100,00  | 0,83  |